# Dalmau de Rocabertí i d'Erill
Dalmau de Rocabertí i d'Erill (? - 1479) pertanyia al llinatge dels Rocabertí de Cabrenys. Fou el fill gran del matrimoni format per Guillem Hug de Rocabertí, baró de Maçanet de Cabrenys, i Francesca d'Erill. Els seus germans eren fra Bernat Hug de Rocabertí, Pere de Rocabertí i Joana de Rocabertí.
El 1428 moria el seu pare i heretava la baronia i els negocis familiars que no eren altres que vaixells per tal de comerciar i fer cors. Aquestes naus eren molt importants en la política que portava el rei Alfons el Magnànim, ja que eren indispensables per aconseguir el domini del Regne de Nàpols, d'aquesta manera trobem Dalmau de Rocabertí col·laborant amb el rei, com havien fet el seu pare i el seu oncle. També es documenta la presència de Dalmau de Rocabertí en les diferents convocatòries de Corts que hi havia en aquest primer terç del segle xv.
El 1446 començaven les negociacions per tal que Dalmau es casés amb Beatriu de Cervelló a través del ciutadà de Barcelona Joan Puig i el seu germà Pere de Rocabertí. El 1455 i el 1456 s'embolicà en un conflicte prou interessant amb el seu cunyat Guerau Alemany de Cervelló, ja que Rocabertí l'acusava de ser l'instigador de la mort del bastard de Rajadell el 1454 molt a prop de Martorell. Aquest conflicte els portà a intercanviar-se set lletres de batalla on fan diverses amenaces amb gran violència, però que no se sap si es van enfrontar en una justa. Pensem que la guerra privada entre nobles era un dels privilegis jurídics que aquests tenien durant l'edat mitjana.
El 1457 un altre conflicte l'enfrontà amb el seu cosí, el vescomte Jofre VII de Rocabertí, que pretenia recuperar la baronia de Verges, en mans d'un altre cosí d'ambdós que era menor d'edat i es deia Martí Joan de Rocabertí. Dalmau defensà els drets del menor i aviat el seu germà Pere fou qui s'encarregà de defensar aquests interessos.
Dalmau s'oposà com tot el país a l'empresonament de Carles de Viana el 1460 i mantenir les lleis del país. Ara bé, l'esclat de la Guerra Civil l'enxampà a Barcelona i com els seus germans Dalmau era reialista i això li comportà que el tanquessin a la presó i el 1468 consta que era presoner de l'abat de Ripoll i el 1470 ja era lliure.
Acabada la guerra intentà, juntament amb els seus germans, aconseguir l'herència dels Arborea sards, que no aconseguiren i que passà als vescomtes de Narbona. Dalmau morí el 1479 i el succeí en la baronia el seu fill Guerau de Rocabertí.